# Ла-Фальда
Ла-Фа́льда (ісп. La Falda) — місто в департаменті Пунілья аргентинської провінції Кордова. Місто розташоване за 78 км від Кордови і 800 км від Буенос-Айреса. Є курортним містечком гірського регіону Сьєррас-де-Кордова.

## Географія

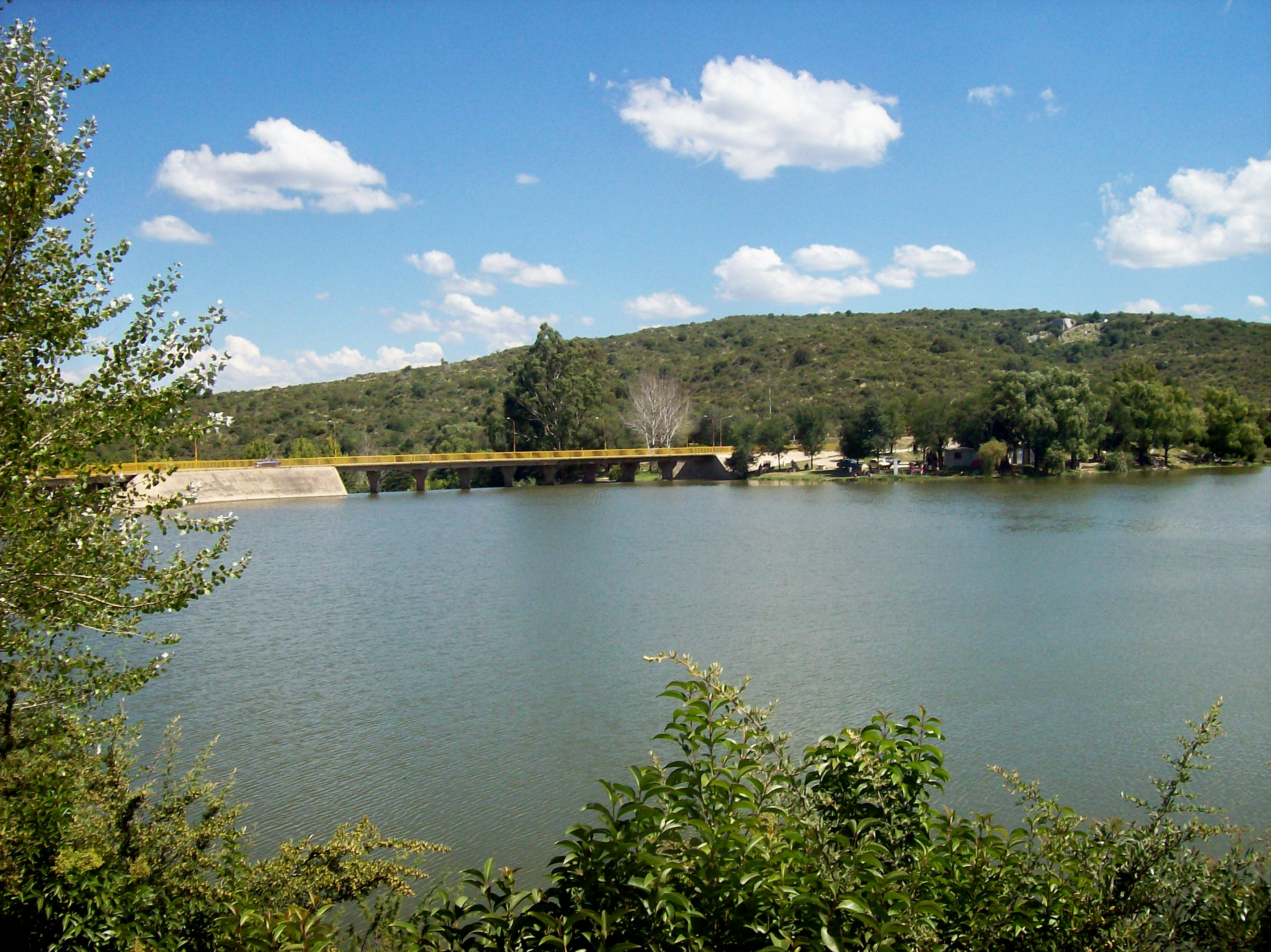
Водосховище у Ла-Фальді

Ла-Фальда розташовується у підніжжя двох невисоких гір — Ель-Квадрадо (1500 м) і Ла-Бандеріта (1450 м), які входять до складу гірського пасма Сьєррас-Чікас, яке в свою чергу є частиною гірської системи Сьєррас-де-Кордова. Місто знаходиться у флювіальній долині Пунілья. Ла-Фальду огинає річка Ріо-Гранде-де-Пунілья, на якій розташоване місцеве водосховище.
Місто розташоване у зоні сейсмічності середньої активності. Останні великі землетруси тут були:
- 16 січня 1947 року — 5,5 балів за шкалою Ріхтера
- 28 березня 1955 року — 6,9 балів за шкалою Ріхтера

Щороку у місті проводяться навчання з цивільної оборони, де населення навчають правильно поводитися під час землетрусу.

## Історія

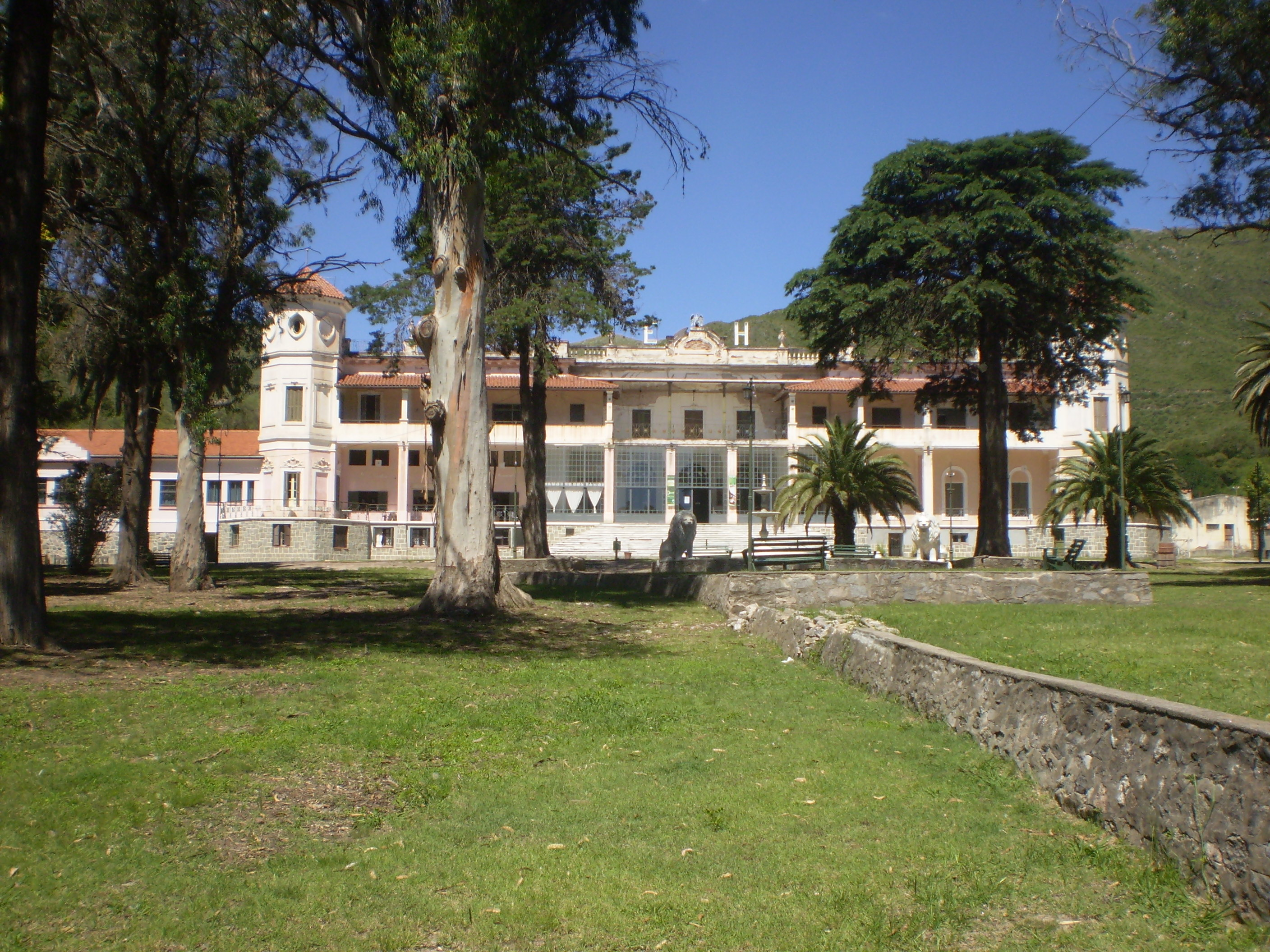
Готель «Едем»

Поблизу Ла-Фальда були виявлені сліди стародавньої кам'яної культури під назвою Аямпітін, яка як показали результати подальших розкопок розповсюджувалася також на провінцію Сан-Луїс. Археологічні знахідки показують, що культура Аямпітін існувала вже в 6 тисячолітті до н. е. Її економіка базувалася на полюванні на оленів і гуанако, а також збиранні зерен, які потім дробили в плоских млинах з каменю.
На час прибуття сюди іспанців у XVI столітті ця територія була місцем проживання для етнічної групи комечінгон. З 1537 року місцевість, де нині знаходиться Ла-Фальда, досліджувалася іспанськими конкістадорами.
До початку ХХ століття місце, де зараз розташоване місто Ла-Фальда, мало назву маєток Ла-Сулема на честь Сулеми Лапріди, дружини власника цих земель, відомого лікаря, юриста та інженера Хуана Б'ялета Массе. Згідно з сільськогосподарським переписом 1895 року у маєтку постійно проживало лише декілька осіб.

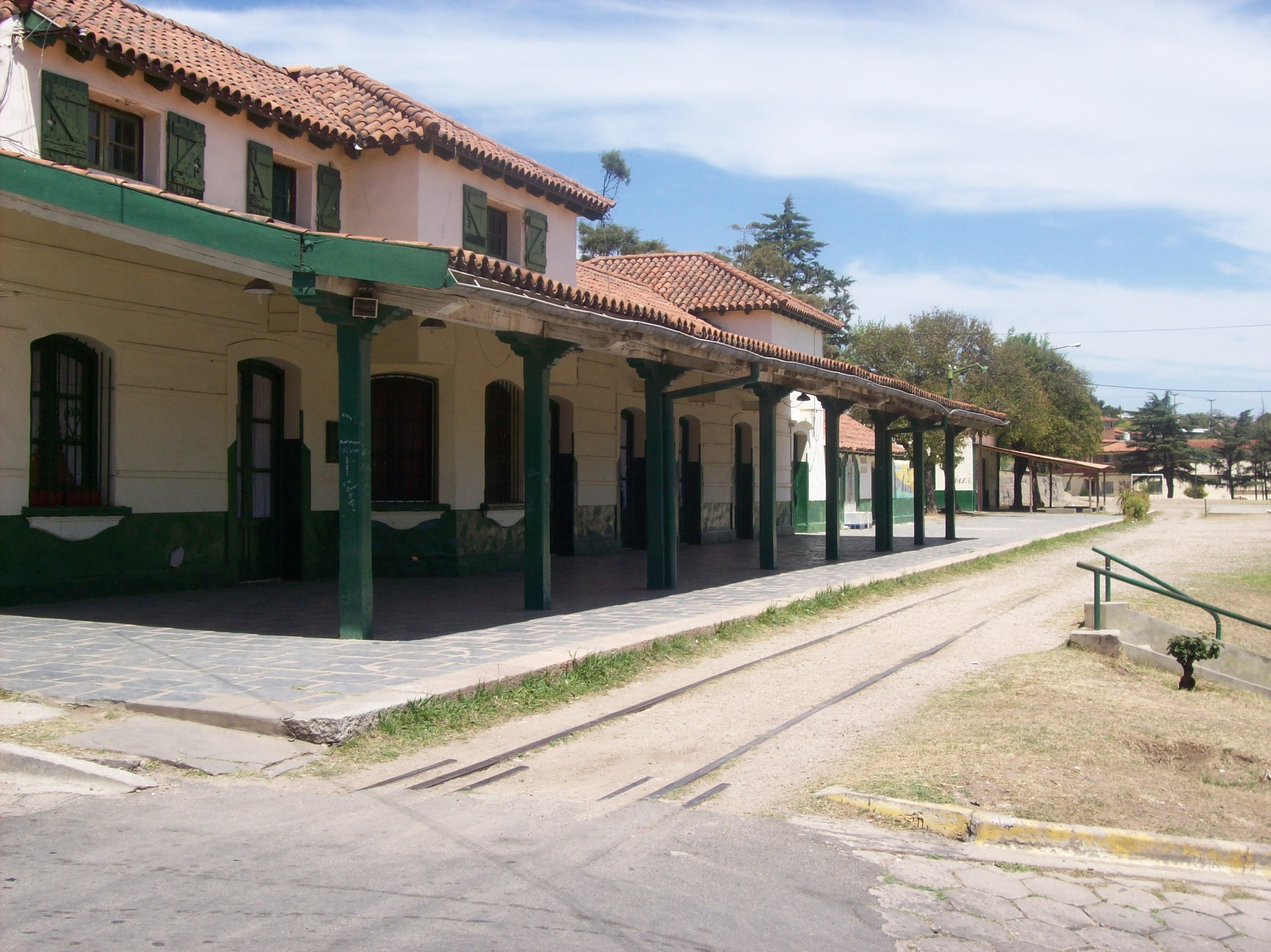
Залізнична станція Ла-Фальда

1892 року у цій місцевості була збудована залізнична гілка до Кордови. Незабаром після появи залізниці тут виникає поселення. Воно оточує готель «Едем» (ісп. Hotel Edén), відкритий 1898 року. У перші десятиліття XX століття він був популярним і дав життя не тільки туризму в цьому районі, а й самому місту Ла-Фальда, адже воно початково було побудовано на землі, що належала власникам готелю.
Першим власником готелю був Роберто Бальке, який купив тисячу гектарів землі 1892 року і почав будівництво готелю. 1900 року спеціально для відвідувачів готелю було відкрито залізничну станцію Ла-Фальда.
Розквіт готелю припав на часи керівництва ним братів-німців Вальтера і Бруно Айхгорнів, які купили його 1912 року. Готель мав сто кімнат, гольф, сади з рослинами, привезеними з різних частин світу, часто відвідувався людьми вищого світу того часу, що зробило його відомим, що в свою чергу сприяло розростанню містечка Ла-Фальда. Готель «Едем» приймав таких гостей як: Рубен Даріо, Хосе Фігероа Алькорта, Хуліо Рока, Альберт Ейнштейн, Ернесто Че Гевара і багато інших.
1913 року власник готелю Айхгорн висловлює наміри сформувати містечко на своїх землях. Цю дату іноді вважають роком заснування міста, хоча вона ніяк офіційно не затверджена.
1914 року у поселенні з'являються перші поштові кур'єри, попередники пошти.
Муніципалітет Ла-Фальда був створений 1934 року. Першим мером став Хорхе Копельйо.
Після оголошення Аргентиною війни Німеччині 1944 року готель «Едем» націоналізував аргентинський уряд, оскільки існували причини думати, що його власники підтримували Гітлера. У готелі було створено тюрму для німецьких і японських дипломатів. Однак вже 1947 року Перон повернув готель колишнім власникам, але вони майже одразу його продали і з того часу готель не використовувався.
6 грудня 1969 року Ла-Фальді надають статус міста.
Протягом ХХ століття місто Ла-Фальда формує конурбацію з найближчими гірськими общинами: Вальє-Ермосо, Уерта-Гранде, Вілья-Джардіно, Ла-Кумбре, об'єднаними головним чином залізницею і національним автошляхом № 38.
1988 року готель «Едем» було оголошено пам'яткою місцевого значення, хоча на той час все внутрішнє оздоблення практично було знищено. Після реконструкції з 2006 року готель функціонує як музей.

## Населення
Згідно з даними перепису 2010 року у місті Ла-Фальда налічувалось 16 335 жителів, що на 8 % більше в порівнянні з попереднім переписом населення (2001). Ла-Фальда разом з навколишніми населеними пунктами утворює агломерацію, яка називається Ла-Фальда — Уерта-Гранде — Вальє-Ермосо і загальне число населення якої складає 36 202 жителів (2012). Деякі дослідники також включають Ла-Фальду до складу міської агломерації Велика Кордова з населеннями майже 2 млн осіб.

## Клімат
Клімат Ла-Фальди помірний з чітко вираженими порами року. Зими помірно холодні і сухі з температурами, що можуть опускатися до -7°С. Снігопади трапляються майже кожного року, але вони зазвичай не сильні через брак вологи у цю пору року. Влітку зазвичай жарко і часті дощі, нерідко з грозами і градом. У серпні переважають сильні північні вітри, що разом з типовою для цього сезону посухою часто призводять до лісових пожеж.
| Клімат Ла-Фальди        | Клімат Ла-Фальди | Клімат Ла-Фальди | Клімат Ла-Фальди | Клімат Ла-Фальди | Клімат Ла-Фальди | Клімат Ла-Фальди | Клімат Ла-Фальди | Клімат Ла-Фальди | Клімат Ла-Фальди | Клімат Ла-Фальди | Клімат Ла-Фальди | Клімат Ла-Фальди | Клімат Ла-Фальди |
| Показник                | Січ.             | Лют.             | Бер.             | Квіт.            | Трав.            | Черв.            | Лип.             | Серп.            | Вер.             | Жовт.            | Лист.            | Груд.            | Рік              |
| Середній максимум, °C   | 26,8             | 26,1             | 23,3             | 20,0             | 16,4             | 14,3             | 14,5             | 17,7             | 19,0             | 22,0             | 24,4             | 25,8             | 20,9             |
| Середня температура, °C | 20,0             | 19,9             | 17,2             | 13,5             | 10,7             | 8,4              | 8,3              | 10,5             | 12,1             | 14,4             | 17,2             | 18,6             | 14,2             |
| Середній мінімум, °C    | 14,4             | 13,9             | 12,5             | 9,3              | 6,4              | 4,3              | 3,9              | 5,2              | 6,3              | 9,1              | 11,8             | 13,2             | 9,2              |
| Норма опадів, мм        | 115.0            | 85.0             | 120.0            | 51.0             | 22.0             | 6.0              | 3.0              | 4.0              | 22.0             | 63.0             | 115.0            | 116.0            | 722              |
| Днів з опадами          | 10               | 10               | 10               | 6                | 3                | 2                | 2                | 1                | 3                | 8                | 10               | 11               | 76               |
| Вологість повітря, %    | 73               | 76               | 80               | 77               | 75               | 77               | 73               | 63               | 64               | 71               | 71               | 71               | 72.6             |
| ----------------------- | ---------------- | ---------------- | ---------------- | ---------------- | ---------------- | ---------------- | ---------------- | ---------------- | ---------------- | ---------------- | ---------------- | ---------------- | ---------------- |
| Джерело: SMN Argentina  |                  |                  |                  |                  |                  |                  |                  |                  |                  |                  |                  |                  |                  |

## Економіка
Основою економіки Ла-Фальди є туризм. Місто знаходиться у долині Пунілья, яка є другим за відвідуваністю напрямком внутрішнього туризму в Аргентині. Цьому сприяють як мальовничі місцеві пейзажі (гори, ліси, озера), так і розвинена туристична інфраструктура: готельні комплекси, ресторани, музеї тощо. Основна комерційна активність гуртується навколо головної туристичної вулиці — проспекту Едем.
У Ла-Фальді щороку у липні проходить відомий Національний фестиваль танго, завдяки якому місто відоме як кордовська столиця танго. Щожовтня у місті проводиться Фестиваль альфахорів — традиційного десерту аргентинської кухні. У квітні відбувається рок-фестиваль La Falda Rock. Ці заходи приваблюють велику кількість туристів.
Головними туристичними атракціями в Ла-Фальді є:
- готель «Едем»
- Сім каскадів — природний парк з великим публічним басейном
- El Silenco — колоніальний маєток 17-го століття, де можна спостерігати та рибалити форель. Він розташований в 10 км від центру міста
- Tatu Carreta — екологічний парк та зоопарк в стилі сафарі-парку[en] в 8 км від центру міста по дорозі до Кордови
- Пампа Олаен — місцевість, де знаходиться мальовничий водоспад, а також єзуїтська каплиця 1750 року й археологічні розкопки культури Аямпітін 6 тис. до н. е.
- Печери Ель-Саусе довжиною близько 1000 м
- Єзуїтська місія Ла-Канделарія, яка разом з єзуїтським кварталом Кордови включена до списку об'єктів світової спадщини ЮНЕСКО в Аргентині
- Музей іграшкових залізниць
- Годинник з зозулею — один з найбільших у світі
- Національний парк Кебрада-дель-Кондоріто[en]

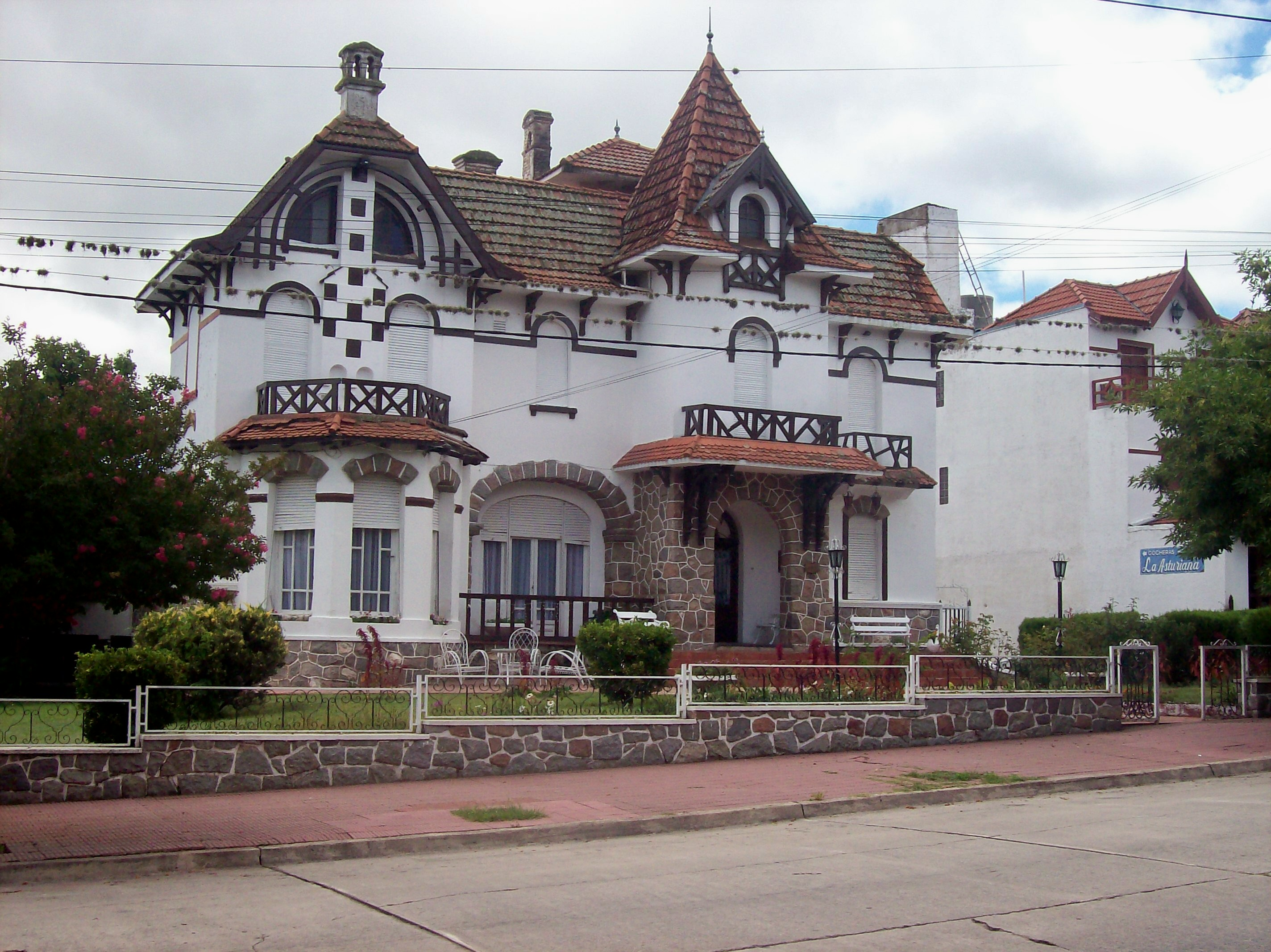
Готель «La Asturiana»
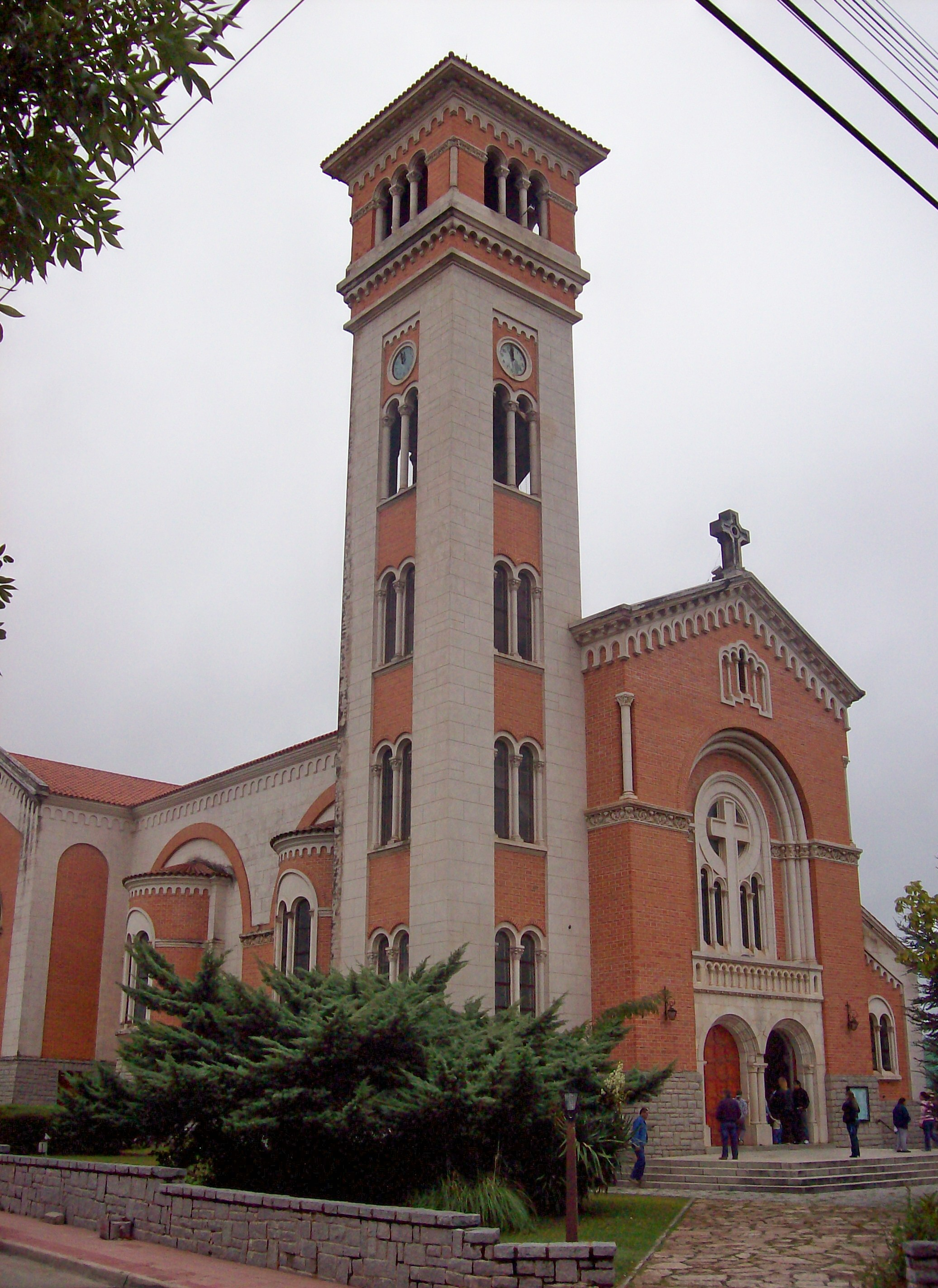
Місцева церква
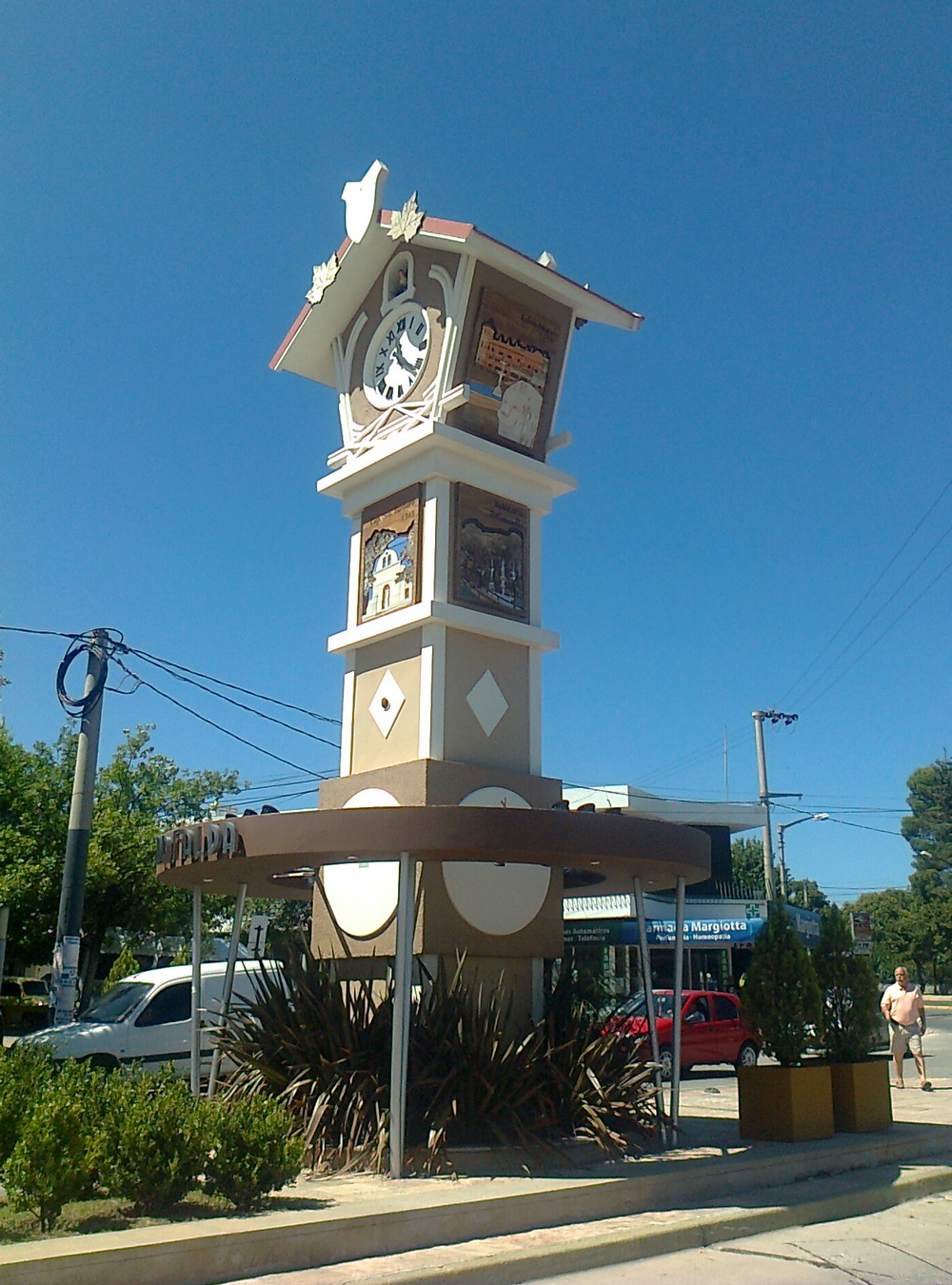
Годинник з зозулею
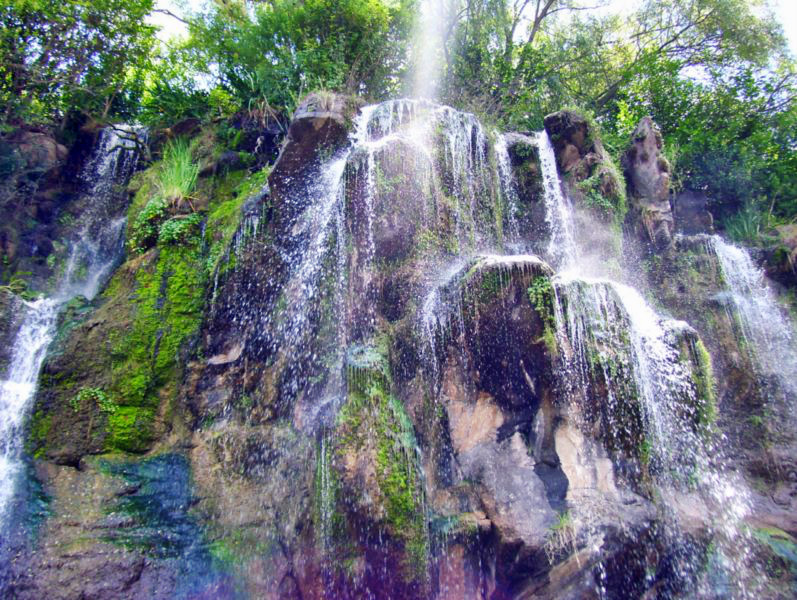
Водоспади Сім каскадів
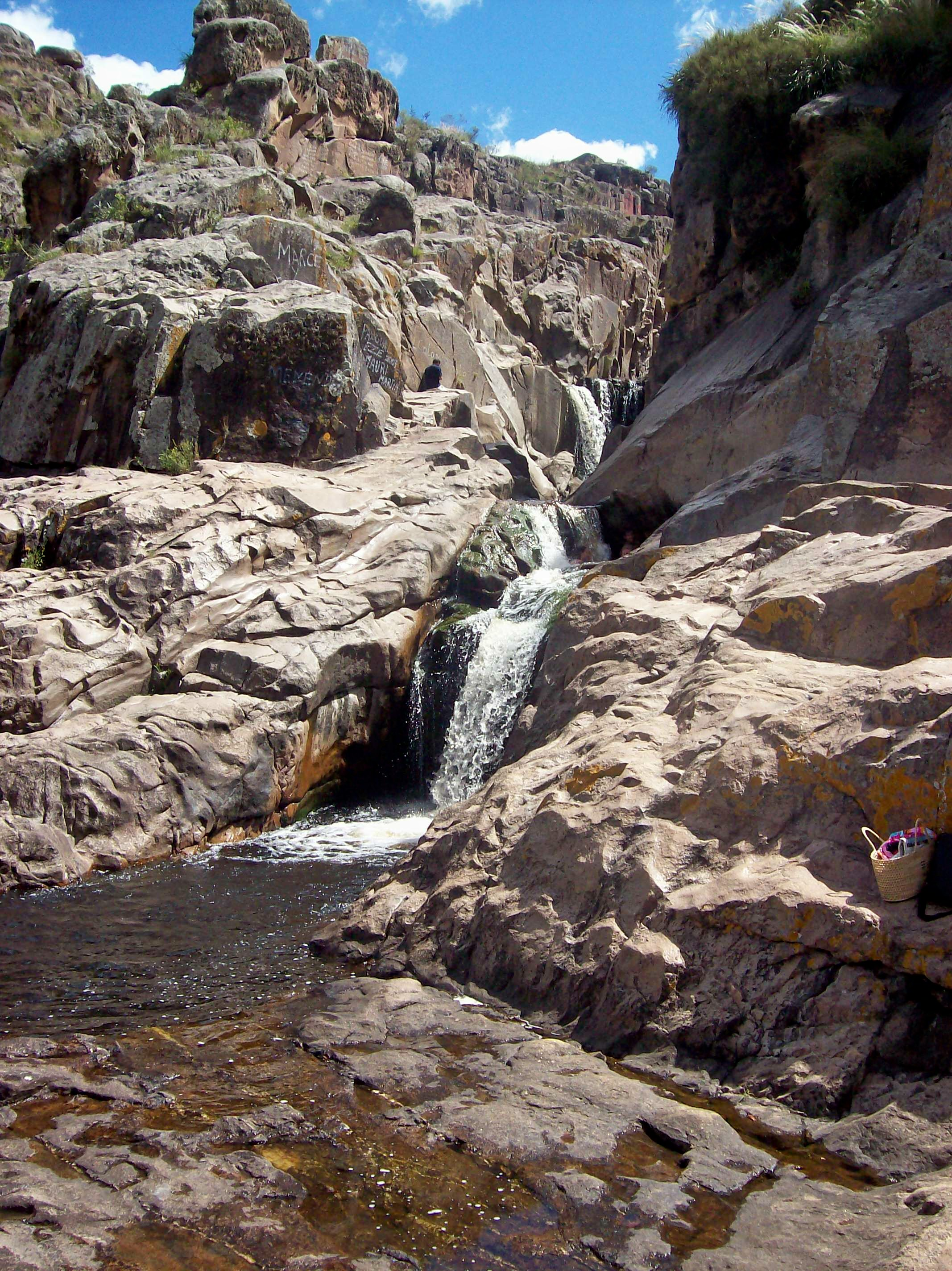
Водоспад Олаен
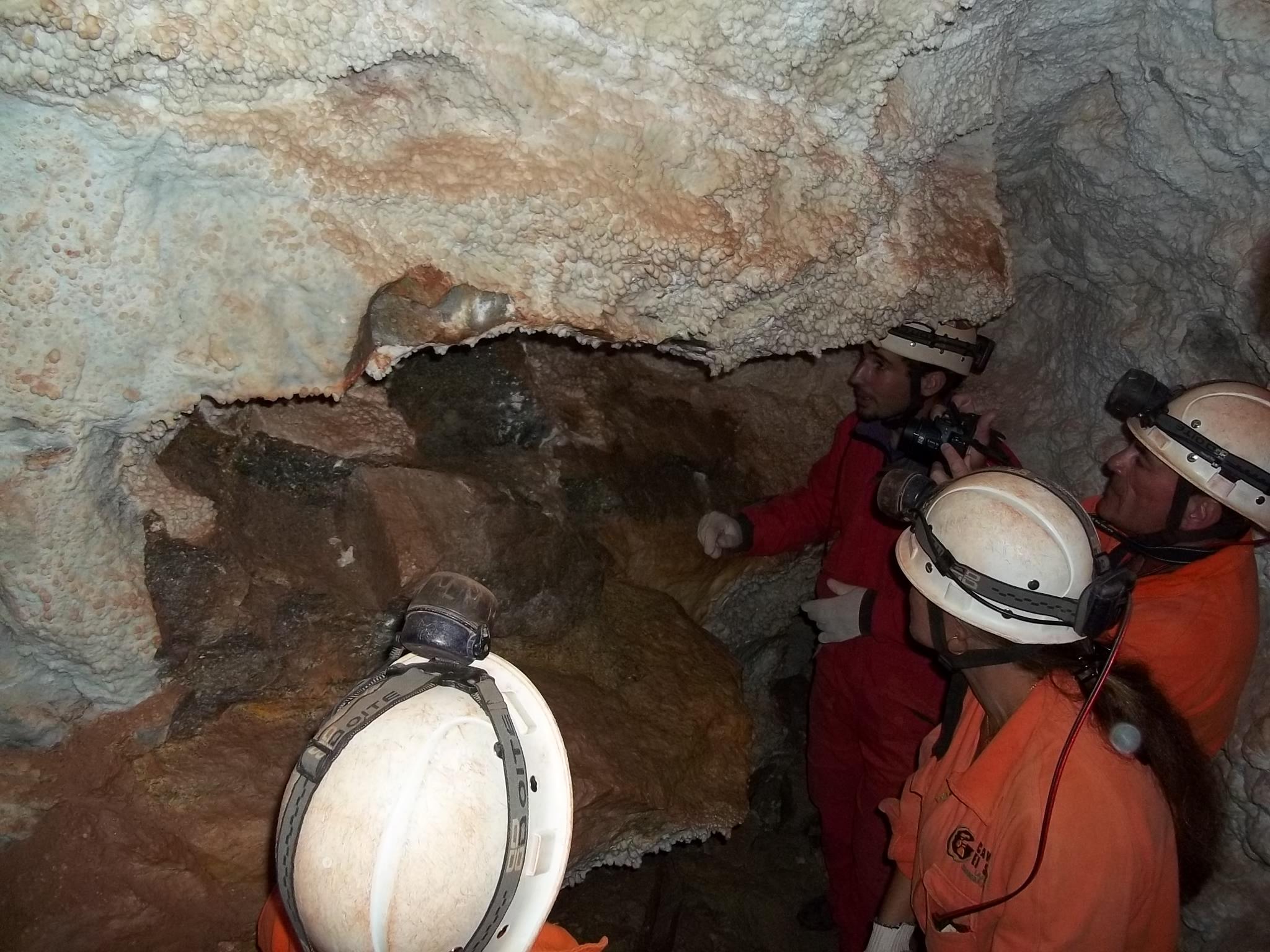
Печери Ель-Саусе

Окрім туризму, у Ла-Фальді розвинена видобувна промисловість — на захід від міста добувають граніт і негашене вапно.
Сільськогосподарські угіддя представлені невеличкими наділами загальною площею у декілька гектарів. Також у місті є ферма, де вирощують кроликів.

## Транспорт
Основним шляхом автомобільного сполучення з Ла-Фальдою є національна автотраса № 38, яка нині має значні проблеми з пропускною здатністю і часто потерпає від заторів. Також через місто проходить провінційна автотраса E57, яка була прокладена 2011 року і поєднує Ла-Фальду з Кордовою і сусідніми містечками. До багатьох міст Аргентини з Ла-Фальди можна дістатися рейсовими автобусами, у місті діє автовокзал.
Через місто Ла-Фальда проходить залізнична гілка з Кордови до Крус-дель-Ехе, яка надає послуги з пасажирських перевезень.